# كيم جونغ-هيون (لاعب كرة قدم)
كيم جونغ-هيون (هانغل: 김정현) هو لاعب كرة قدم كوري جنوبي في مركز الهجوم، ولد في 16 مايو 1988 في كوريا الجنوبية. لعب مع إنتشون يونايتد.

## وصلات خارجية
- كيم جونغ-هيون (لاعب كرة قدم) على موقع دوري كوريا الجنوبية (الإنجليزية)
- كيم جونغ-هيون (لاعب كرة قدم) على موقع قاعدة بيانات كرة القدم.إي يو (الإنجليزية)